# 梅倫鎮區 (密歇根州)
梅倫鎮區（英語：Mellen Township）是位於美國密歇根州梅諾米尼縣的一個行政鎮區。

## 地方資料
梅倫鎮區的面積為81.60平方千米，當中陸地面積為80.00平方千米，而水域面積為1.60平方千米。根據2020年美國人口普查的數據，當地共有人口1109人，而人口密度為每平方千米13.59人。